# Phlogochroa raketaka
Phlogochroa raketaka là một loài bướm đêm trong họ Noctuidae.